# Armènia russa
L' Armènia russa  (en armeni:  Ռուսական Հայաստան ) és el període de la història d'Armènia en què aquest territori va estar sota el domini rus. Va començar el 1829, formant Armènia Oriental part de l'Imperi Rus, fins a la creació de la República Democràtica d'Armènia el 1918.

## Antecedents
Durant centenars d'anys, els habitants de l'Armènia oriental van viure sota el domini Otomà i safàvida. Posteriors guerres entre els imperis otomà i safàvida van portar a la destrucció de moltes de les ciutats d'Armènia, el que va fer difícil la vida dels armenis. Afegit a això, els armenis són cristians, mentre que els otomans i perses eren musulmans.
El 1678, els dirigents armenis van dur a terme en secret el Congrés de Edjmiatsín, on decideixen que Armènia havia de ser alliberada de la dominació estrangera. En aquesta etapa, els armenis eren incapaços de lluitar contra dos imperis al mateix temps, de manera que buscar l'ajuda a l'estranger. Israel Ori un armeni nadiu de Karagaj, fill d'un Melik o príncep armeni, va buscar ajuda en moltes capitals europees. Va morir a 1711 sense veure realitzat el "somni armeni".
El 1722, el tsar de Rússia Pere el Gran, va declarar la guerra contra els perses safàvides. Els georgians i armenis de Karabagh van ajudar els russos a rebel·lar-se contra la dominació safàvida. David Bek va comandar la revolta durant sis anys, fins que va morir en el camp de batalla.

## Annexió de Rússia

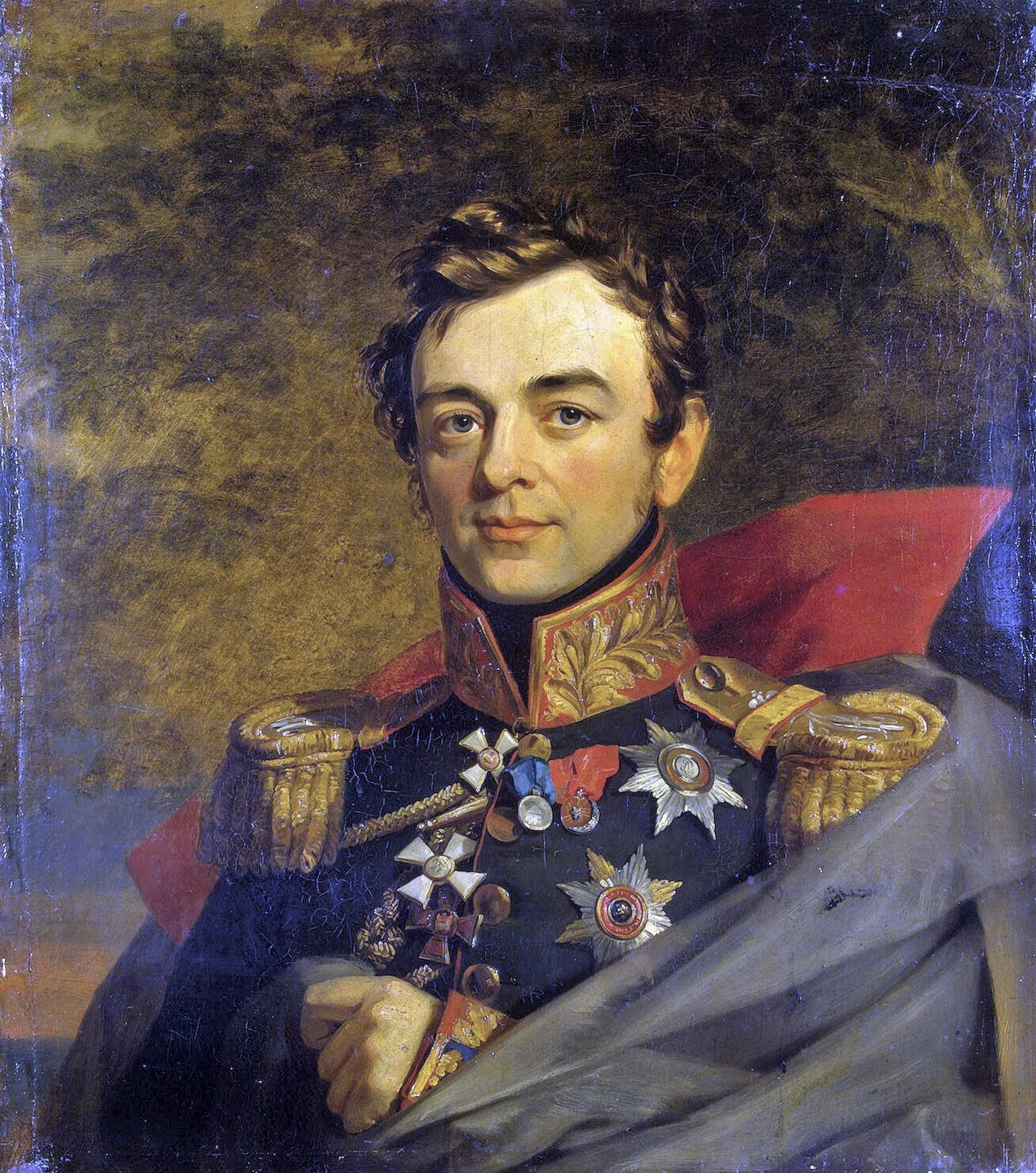
Iván Paskévich, governador rus d'Armènia.

Un punt d'inflexió es va produir a 1801, quan els russos annexionen el georgià Regne de Kartli-Kakhètia, el que els va donar una base ferma en Transcaucàsia. En les següents tres dècades, Rússia va intentar expandir els seus territoris cap al sud, a costa d'otomans i perses. Les campanyes russes van tenir un entusiasta suport entre els armenis, liderats pel bisbe de Tbilisi, que va prendre part personalment en la lluita. La guerra Russo-Persa de 1804 a 1813 els mostra als russos que la conquesta dels territoris en l'Armènia Oriental només els va servir per a renunciar-hi al Tractat de Gulistán.
el 1827-1828, el tsar Nicolau I novament declara la guerra als qajar perses i demana l'ajuda dels armenis, amb la promesa que, després de la guerra, la seva vida millorarà. el 1828, amb el Tractat de Turkmenchay, Rússia s'annexiona Erevan, Nakhitxevan, i el territori circumdant. Es va encoratjar als armenis que encara vivien sota Imperi Persa a emigrar a Rússia i 30.000 armenis van partir cap a Rússia.
el 1828, els russos van declarar la guerra contra l'Imperi Otomà. Ràpidament van ser conquerides Kars, Akhalkalak, Akhaltsikhé, Doğubayazıt, Alashkert, Erzerum, i arribar fins a Trebisonda. No obstant això, en el tractat de pau de 1829, els russos van tornar el recent capturat territori armeni a l'Imperi Otomà, mantenint només Akhalkalak i Akhaltsikhé. Hi va haver una altra onada d'immigració en què 25.000 armenis otomans es traslladen a l'Armènia russa. Desenes de milers de musulmans també van emigrar a Pèrsia oa l'Imperi Otomà, garantint als cristians un cop més la majoria a l'est d'Armènia.

## Establiment del domini de l'Imperi Rus

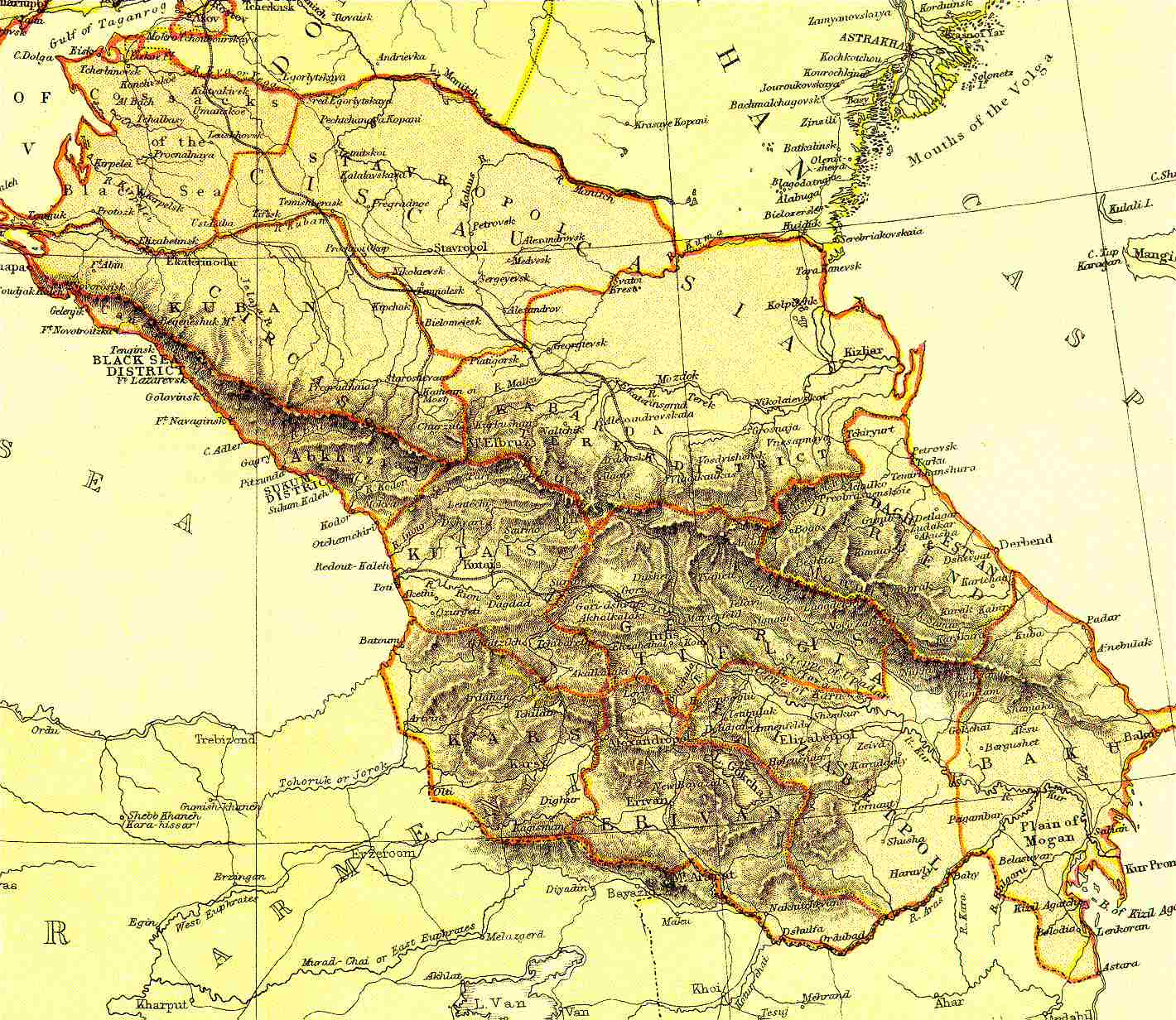
Mapa del Caucas, Geòrgia, Armènia, i Azerbaidjan a 1882.

Alguns patriotes armenis, com el bisbe se, tenien l'esperança d'establir una Armènia autònoma dins de l'Imperi Rus, però el nou règim els decebrà greument. El tsar Nicolau I de Rússia i el seu governador a Transcaucàsia, Iván Paskévich, tenien altres plans: fer de l'Imperi Rus un estat centralitzat i burocràtic. Quan el bisbe se es va queixar, va ser ràpidament enviat a Bessaràbia, lluny de la regió del Caucas.
el 1836 va ser promulgat pel govern rus un reglament, la Polozhenie (Estatut), que reduïa dràsticament els poders polítics dels dirigents religiosos d'Armènia, inclòs el dels Catolicós, alhora que es preserva l'autonomia de l'Església armènia. Després de 1836, de conformitat amb les noves regulacions, els Catolicós de Edjmiatsín seran elegits en mitjançant un congrés, en el qual participarien dignataris religiosos i no religiosos. El Tsar tindria l'última paraula en l'elecció dels Catolicós. No es permetia als Catolicós obrir escoles, però sí que van fundar nombroses impremtes i encoratjar la publicació de diaris armenis.

## Els armenis a l'Imperi Rus

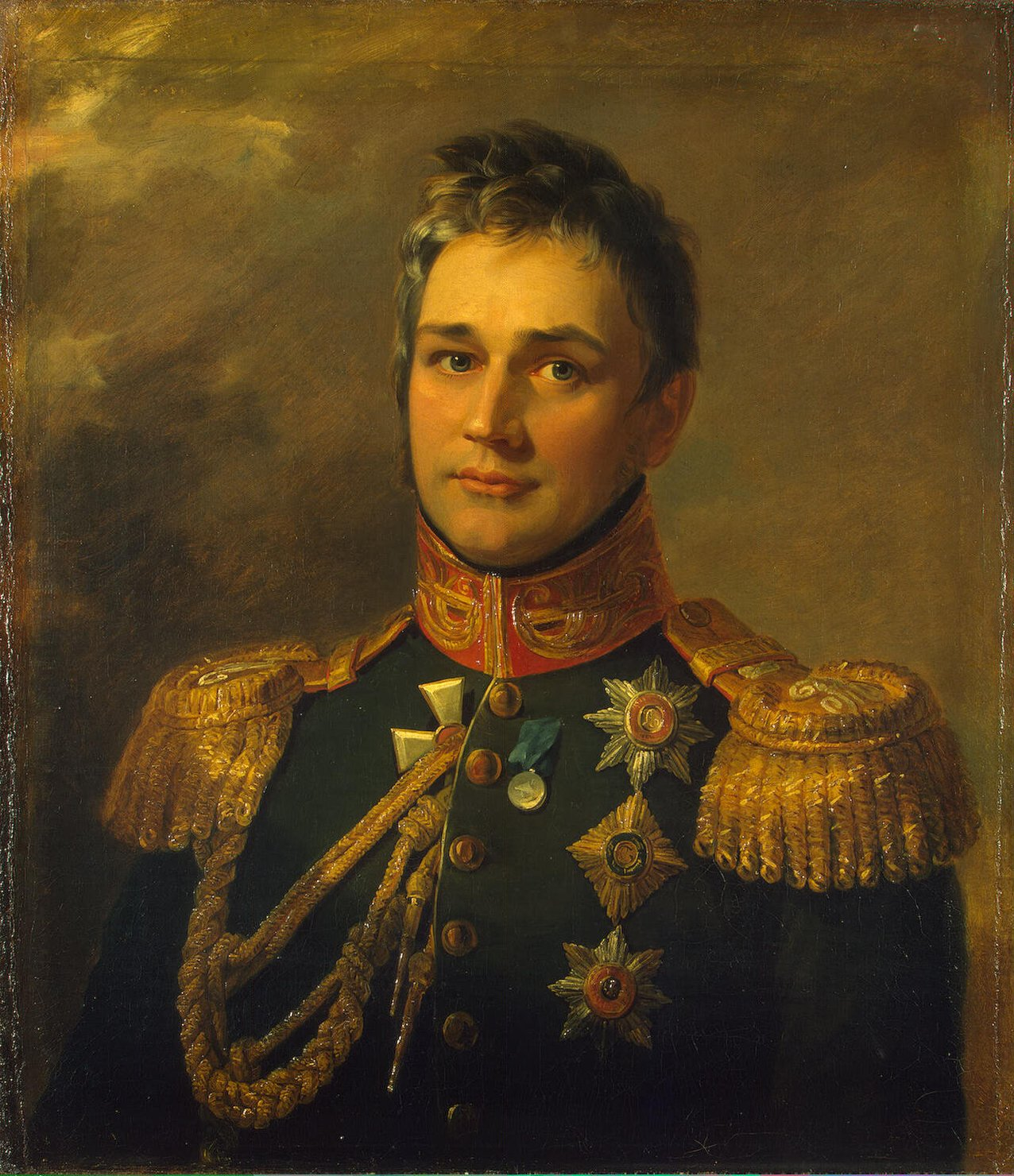
Mikhaïl Vorontsov, virrei del Caucas entre 1845 i 1854.

Un significatiu nombre d'armenis vivien ja en l'Imperi Rus abans de la dècada de 1820. Després de la destrucció dels últims romanents dels estats independents d'Armènia a l'edat mitjana, la noblesa es va desintegrar, deixant a la societat composta principalment per camperols, a més d'una classe mitjana que no eren més que artesans i comerciants. Aquests exiliats es van establir a la majoria dels pobles de Transcaucàsia, de fet, a principis del segle xix formaven la majoria de la població de ciutats com Tbilisi.
Els comerciants armenis van realitzar el seu comerç al llarg del món i molts havien establert la seva residència dins de Rússia. el 1778, Caterina la Gran va convidar els comerciants armenis de Crimea a Rússia, i ells van establir assentaments en Nakhichevan del Nord, prop de Rostov del Don. Les classes dominants russes van donar la benvinguda a les habilitats empresarials dels armenis, com a revulsiu econòmic, però també van mantenir una actitud de sospita sobre ells. La imatge de l'armeni com "astut comerciant" es va estendre àmpliament. Els nobles russos obtenien els seus ingressos de les seves propietats, treballades per serfs i, amb la seva aristocràtica aversió a participar en negocis, tenien poca compressió o simpatia per la manera de vida mercantil dels armenis.
No obstant això, la classe mitjana armènia va prosperar sota el mandat rus i van ser els primers a aprofitar les noves oportunitats per a transformar-se en una pròspera burgesia, quan el capitalisme i la industrialització van arribar a Transcaucàsia, en la segona meitat del segle xix. Els armenis eren molt més experts en l'adaptació a les noves circumstàncies econòmiques que els seus veïns de Transcaucàsia, els georgians i els àzeris, pel que aviat es van convertir en l'element més poderós en la vida municipal de Tbilisi, la ciutat considerada pels georgians com la seva capital.
A finals del segle xix van començar a comprar les terres a noblesa de Geòrgia, que va iniciar el declivi després de l'emancipació dels serfs. Els empresaris armenis es van afanyar a explotar l'auge petroler que es va iniciar a la Transcaucàsia, a la dècada de 1870, fent grans inversions en els camps de petroli de Bakú, a l'Azerbaidjan i en les refineries de Batumi, sobre la costa del mar Negre.
Tot això va derivar en grans tensions entre els armenis, georgians i àzeris de la Rússia Transcaucàsia, conflictes no simplement de naturalesa ètnica o religiosa, sinó deguts a també a factors socials i econòmics. No obstant això, tot i la imatge popular del típic armeni com un reeixit home de negocis, a finals del segle xix el 80 per cent dels armenis de Rússia continuen sent camperols que treballen la terra.

## Imperi Rus fins a 1877

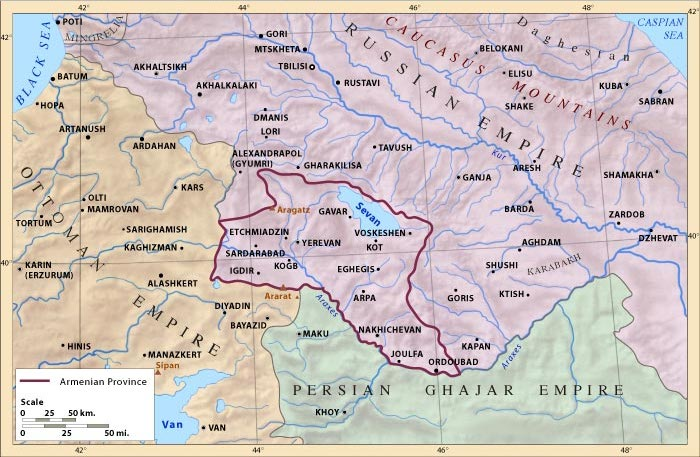
Mapa del Província d'Armènia.

Les relacions entre les autoritats russes i els seus nous ciutadans armenis no van començar pas sense problemes. Atès que Armènia era la primera línia russa contra els rivals otomans i perses, en un principi es va considerar com una zona militar. Fins a 1840, l'Armènia russa era una unitat administrativa separada, la província d'Armènia, però després es va fusionar amb altres províncies transcaucàsiques, sense tenir en compte la seva identitat nacional. Les coses van millorar quan Nerses Ashtaraketsi va ser anomenat Catolicós de Bessaràbia i va constituir l'Església Catòlica Armènia el 1843. A més, Mikhaïl Vorontsov, que va governar la Rússia armènia com a Virrei del Caucas entre 1845 i 1854, va ser molt condescendent amb els armenis i els seus costums.
Com a conseqüència, a mitjan segle xix la majoria dels intel·lectuals d'Armènia era russòfila. La cultura armènia va florir en aquests anys, com una nova província unificada sota govern rus, donant als armenis un sentiment d'identitat compartida una vegada més. Sent part de l'Imperi Rus, Armènia gira de l'Orient Mitjà cap a Europa i s'obre a les modernes corrents intel·lectuals, com la il·lustració i el Romanticisme. Van ser publicats una àmplia gamma de diaris armenis i hi va haver un renaixement literari encapçalat per Mikael Nalbandian, que va voler modernitzar l'idioma armeni, i el poeta i novel·lista Raffi. La visió pro-russa de la intel·lectualitat armènia a sota el Tsar Alexandre II, que va ser molt elogiat pels seus reformes.

## Guerra russoturca (1877-1878)

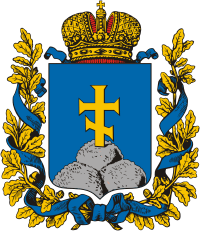
Escut de la Gubernia de Erevan, durant l'Imperi Rus.

La Guerra russoturca (1877-1878) va marcar una fita en la relació entre les autoritats russes i els seus súbdits armenis. Els armenis que encara vivien a la part occidental d'Armènia sota l'Imperi Otomà esperaven l'alliberament de la dominació turca per part de Rússia. el 1877, va esclatar la guerra entre Rússia i els otomans pel tractament que rebien els cristians dels Balcans. Els russos es van mostrar disposats a mobilitzar el patriotisme armeni quan avançaven en un segon front contra els turcs al Caucas, i molts dels comandants empleats eren d'ascendència armènia. Els russos van fer grans guanys territorials a la part occidental d'Armènia abans de l'armistici de gener de 1878.
El Tractat de Sant Estéfano, signat el març de 1878, no concedeix a Rússia tota l'Armènia occidental, sinó que conté una clàusula especial, l'article 16, per la qual Rússia garanteix els drets dels armenis encara sota domini otomà contra l'opressió. No obstant això, els poders rivals de Rússia, Gran Bretanya i Àustria, preocupats pels èxits que Rússia havia fet a costa dels otomans, van pressionar per revisar el tractat. Al Congrés de Berlín de 1878, Rússia es va veure obligada a renunciar a totes les seves conquestes a Armènia, entre altres territoris, llevat de les regions de Kars i Ardahan i l'article 16 es buida de contingut. L'article 61, s'afirma que les reformes només han de ser portades a terme a les províncies armènies de l'Imperi Otomà després que l'exèrcit rus s'ha retirat.

## Regnat d'Alexandre III, 1881 - 1894

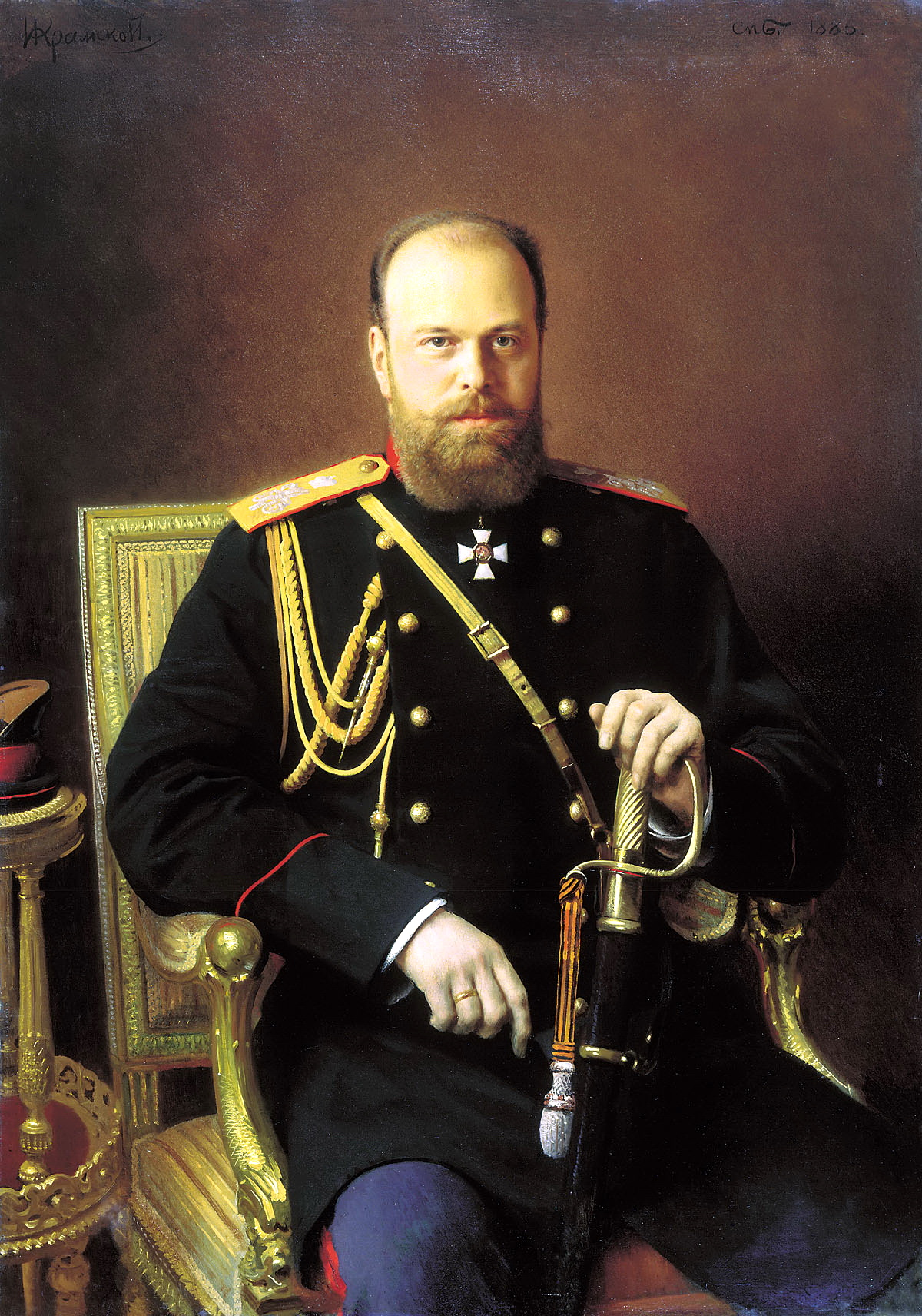
El tsar Alexandre III de Rússia.

Després de l'assassinat del tsar reformista Alexandre II a 1881, l'actitud de les autoritats russes cap a les minories nacionals de l'imperi va canviar dràsticament. El nou tsar, Alexandre III, amb una perspectiva més conservadora, pretenia crear un estat autocràtic altament centralitzat. El menor desig d'incrementar la llibertat i autonomia dels seus súbdits era pres com una evidència de revolta.

### Russificació
Els últims decennis del segle xix també es va registrar un augment en el xovinisme rus respecte als no-russos, descrit en termes cada vegada més racistes. Els armenis van ser objecte particular d'abusos, de manera que sovint s'assembla a l'antisemitisme. El primer signe del nou règim, va ser l'acomiadament del primer ministre d'Alexandre II, el comte armeni Mikhaïl Loris-Mélikov, considerat massa liberal i etiquetat com un "asiàtic frenètic", i "no veritable patriota de Rússia". Les autoritats russes també van començar a sospitar del domini econòmic armeni a Transcaucàsia. Paradoxalment, com sospites sobre els armenis, que es trobaven entre els més russòfila dels súbdits del tsar, com a persones indignes de confiança, propenses a la conspiració revolucionària, van portar els russos a introduir polítiques que van produir l'efecte que té objecte volien evitar, tornant-se els armenis més i més cap als nous Moviments nacionalistes.
La russificació va començar pròpiament a 1885, quan el virrei del Caucas, Dondukov-Korsakov, va ordenar el tancament de totes les escoles parroquials d'Armènia i la seva substitució per unes russes. Tot i que les escoles armènies es van reobrir l'any següent, van ser objecte d'un estricte control tsarista, i l'ús de la llengua armènia es desaconsella en favor de l'rus. Els russos també van començar a perseguir l'Església Armènia, que s'havia separat de l'Església Ortodoxa des de l'any 451. L'actitud de Rússia cap a l'Imperi Otomà va canviar, i en la dècada de 1890, Rússia i Gran Bretanya havien intercanviat els papers. Ara és Rússia qui dona suport a l'statu quo la part occidental d'Armènia, amb els britànics instant a la millora de les condicions dels cristians a la regió.
Les autoritats russes estaven intranquil pels moviments revolucionaris nacionalistes armenis a l'Imperi Otomà i temien que els seus vincles amb els armenis orientals, augmentessin la subversió dins de la Transcaucàsia russa. El règim tsarista va reprimir qualsevol intent dels armenis de Rússia de participar en les accions al llarg de la frontera, com l'Expedició Gugunian de 1890.

### Nacionalisme armeni
Els armenis van tenir un paper ínfim en els moviments revolucionaris de l'Imperi Rus fins a la dècada de 1880. A partir d'aquest moment, les idees de Grigor Artsuni, editor del diari basat en Tbilisi anomenat Mshak ( "El cultivador" ), va gaudir de gran popularitat entre la intel·lectualitat armènia. Artsuni creia que la vida sota l'Imperi Rus representava un "mal menor" per al seu poble. Els armenis russos estaven profundament preocupats per la difícil situació dels seus compatriotes sota domini dels otomans i perses, en especial els camperols de l'Armènia occidental, que van ser ignorats per la majoria dels intel·lectuals armenis otomans d'Istanbul i Esmirna. Erevan i Tbilisi eren unes opcions molt més evidents per a promoure l'activitat revolucionària entre els armenis en est de l'Imperi Otomà. La unitat de l'Armènia, dividida entre tres imperis, va assegurar que els moviments polítics armenis tinguessin poc en comú amb els altres moviments polítics de l'Imperi Rus.
El creixement del nacionalisme armeni va ser paradoxalment impulsat per les autoritats russes amb les mesures anti-armènies de la dècada de 1880. el 1889, Christapor Mikaelian va fundar el moviment "Joves Armenis" a Tbilisi. Els seus objectius eren dur a terme represàlies contra els kurds, considerats culpables de perseguir els armenis a l'Imperi Otomà, així com el contraban d'armes i el foment de les accions guerrilleres. També va establir vincles amb un nou partit nacionalista armeni otomà, la Hunchaks . el 1890, Mikaelian i el seu col·lega Simon Zavarian, substituiran "Joves Armenis" amb un nou partit: la Federació Revolucionària Armènia , generalment conegut com el "Dashnaks ". L' Dashnaks intentar convèncer el Hunchaks d'unir-se a ells, però tots dos van trencar a 1891 i la rivalitat entre els partits seria una de les principals característiques del subsegüent nacionalisme armeni, tot i que les dues parts eren socialistes a seus programes econòmics. El principal objectiu de la Dashnaks era el nacionalisme i la independència, amb especial èmfasi en la destinació dels armenis otomans. Aviat van tenir sucursals en Rússia, Pèrsia i Turquia. Després de la fragmentació dels Hunchaks a mitjans de la dècada de 1890, es van convertir en la força nacionalista dominant en l'Armènia russa.

## El regnat de Nicolau II

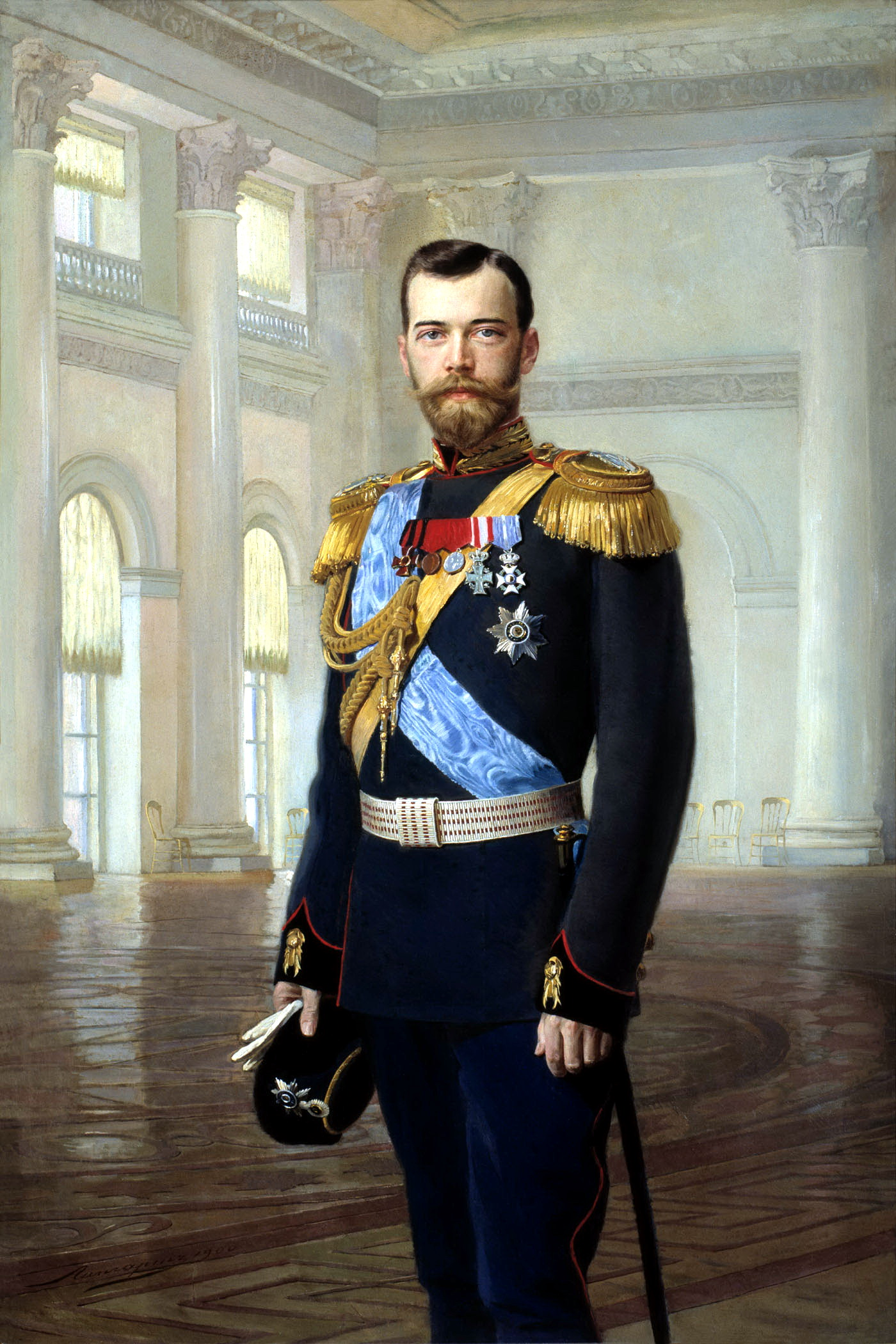
El tsar Nicolau II de Rússia.

El tsar Nicolau II, que va arribar al tron el 1894, va seguir la política de russificació del seu pare. Els sentiment anti-armenis va anar en augment entre els georgians i àzeris de Transcaucàsia, inflamat per l'editor del diari oficial Kavkaz ("Caucas"), de V. L. Velichko, fervent xovinista rus.

### Edicte sobre la propietat de l'església armènia 1903 - 1904
El 1897, el tsar Nicolau va nomenar el anti-armeni príncep Golitsin com a governador de la Transcaucàsia, i les escoles armènies, les associacions culturals, els diaris i les biblioteques van ser tancades. El nacionalisme armeni tal com el practicaven els Dashnak , amb el gust per la violència revolucionària i les polítiques econòmiques socialistes, va tenir al principi poca acceptació dins de la burgesia armènia, però la repressió cultural russa els va guanyar més simpaties. La classe armènia russificades, va començar a canviar el seu nom a la forma armènia (per exemple, Mirzoev va esdevenir Mirzoian) i establir tutors privats per ensenyar als seus fills l'idioma armeni.
El programa de russificació del tsar va arribar al seu punt àlgid amb el decret de 12 de juny de 1903, ordenant la confiscació de les propietats de l'Església armènia. Els Catolicós suplicar als russos l'anul·lació del decret, però amb la denegació, es van tornar favorables als Dashnaks . El clergat armeni havia estat molt prudent amb els Dashnaks , condemnant tant el seu socialisme com el seu anticlericalisme, però en aquell moment els van veure com els seus protectors. Els Dashnaks formar un Comitè Central per a l'Autodefensa al Caucas i van organitzar una sèrie de protestes entre els armenis. A Gandzak, l'exèrcit rus va respondre disparant contra la multitud, matant a deu manifestants, i les següents manifestacions van tenir vessament de sang. Els Dashnak i Hunchak iniciar una campanya d'assassinats contra funcionaris tsaristes en Transcaucàsia i que fins i tot va aconseguir ferir el príncep Golitsin. el 1904, el congrés Dashnak específicament va ampliar el seu programa per vetllar pels drets dels armenis tant de l'Imperi Rus com de la Turquia otomana.

### Revolució de 1905
Els disturbis a Transcaucàsia, que també van incloure grans vagues, van arribar a un punt culminant amb els aixecaments generalitzats a tot l'Imperi Rus conegut com la Revolució de 1905. L'any 1905 va contemplar una onada de motins, vagues i aixecaments de camperols en tota la Rússia imperial, i els esdeveniments en Transcaucàsia especialment violents. A Bakú, el centre de la indústria petroliera de Rússia, les tensions de classe es van barrejar amb les rivalitats ètniques. La ciutat estava gairebé totalment composta per àzeris i armenis, però els armenis de classe mitjana tendeixen a tenir una major participació en la propietat de les companyies petrolieres i els treballadors armenis generalment gaudien de millors salaris i condicions de treball que els àzeris. El desembre de 1904, després d'una gran vaga declarada a Bakú, les dues comunitats van començar a disparar uns contra els altres als carrers, i la violència es va estendre al camp. S'estima que 1500 armenis i 700 àzeris van ser assassinats en els disturbis. Els esdeveniments de 1905 convèncer de tsar Nicolau que era necessari un canvi de política. Substituir Golitsin pel Governador armenófilo comte Illarion Ivanovich Vorontsov-Dashkova i va tornar els béns a l'Església armènia. A poc a poc es va restablir l'ordre i la burgesia armènia, una vegada més, va començar a distanciar dels nacionalistes revolucionaris.

### El Tribunal Popular de 1912

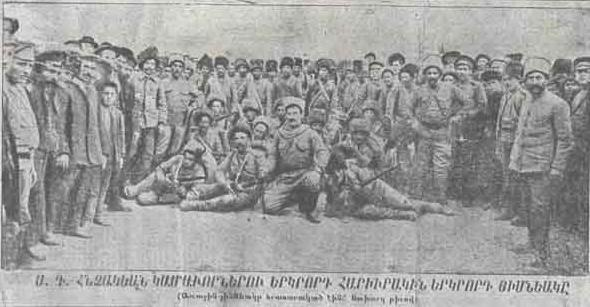
Unitat russo-armènia durant Primera Guerra Mundial.

El gener de 1912, un total de 159 armenis van ser acusats de pertinença a una organització anti-revolucionària. Durant la revolució, els revolucionaris armenis es van dividir en "Vells Dashnak" , aliats amb els cadets i en "Joves Dashnak" , alineats amb la Revolució Soviètica. Per determinar la posició dels armenis totes les formes de Moviment Nacional Armeni van ser jutjades com un únic grup. Tota la intel·lectualitat armènia, inclosos escriptors, metges, advocats, banquers, comerciants i fins i tot comerciants van ser acusats. Quan el tribunal va acabar la seva tasca, 64 càrrecs van ser sobreseïment, i la resta o bé van ser empresonats o exiliats per diferents períodes.

## La Primera Guerra Mundial i la independència, 1914 - 1918
En els anys entre la Revolució de 1905 i la Primera Guerra Mundial es va produir un acostament entre la majoria dels armenis i les autoritats russes. Rússia va renovar el seu interès en el benestar dels armenis otomans quan el seu enemic, Alemanya, es va acostar a l'Imperi Otomà.
Quan va esclatar la Primera Guerra Mundial l'agost de 1914, els russos van intentar mobilitzar el sentiment patriòtic d'Armènia. La majoria de les tropes armènies van ser transferides al teatre europeu de la guerra, conegut com el Front Oriental. L'Imperi Otomà no es va sumar a la guerra mundial fins que van transcórrer uns quants mesos i, com la possibilitat d'una campanya al Caucas s'acostava, l'estiu de 1914, el comte Illarion Ivanovich Vorontsov-Dashkova va consultar a l'alcalde de Tbilisi Alexandre Khatsian, al primat de Tbilissi, bisbe Mesrop, i al destacat líder cívic Hakob Zavriev sobre la creació de destacaments de voluntaris armenis. Les unitats voluntàries s'establirien entre els armenis que no fossin ciutadans de l'imperi o no estiguessin obligats a servir a l'exèrcit. Aquestes unitats serien emprades en la Campanya del Caucas. Molts d'ells vivien al Caucas, i la majoria es van afanyar a prendre les armes per alliberar la seva pàtria. En el curs de la guerra 150.000 armenis van lluitar amb l'Exèrcit de Rússia.

### Administració d'Armènia occidental

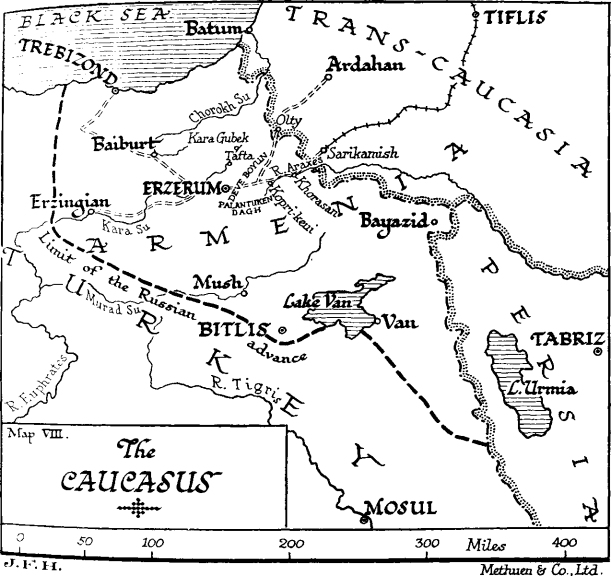
"Mapa de l'Administració d'Armènia Occidental" transferida al comandament civil sota Hakob Zavriev el 1917 pel Ozakom del Govern Provisional Rus, on Zavriev inclou els districtes de Trebisonda, Erzurum, Bitlis, i el Wilaya de Van.

No obstant això, el ràpid avanç de Rússia en la Campanya del Caucas, després de la Resistència de Van l'abril de 1915, va portar a les autoritats otomanes a embarcar-se en el genocidi dels seus súbdits armenis. El Govern Provisional d'Armènia dins de la regió autònoma va ser inicialment estableix el llac Van. El Govern armeni a la zona de guerra va ser breument anomenat "Vaspurakan Lliure" , i després de l'avanç otomà el juny de 1915, es va restablir com "Administració d'Armènia Occidental". Amb l'avanç otomà el juny de 1915, uns 250.000 armenis de Van i de la regió veïna de Alashkerd es van retirar cap a la frontera russa. La Transcaucàsia russa es va veure inundada de refugiats procedents de les massacres.
Encara que es van obtenir èxits militars contra els turcs, la màquina de guerra de Rússia va començar a desintegrar-se en el front contra Alemanya i el febrer de 1917 el règim tsarista va ser enderrocat per una revolució en Sant Petersburg.
Els armenis russos van rebre el nou govern amb entusiasme, amb l'esperança que asseguraria la regió armènia otomana per a ells. La qüestió de la continuació de la guerra va ser un tema molt polèmic entre els partits polítics de la nova Rússia, amb la majoria a favor d'una "pau democràtica". Atès que les províncies de l'Armènia otomà estaven sota l'ocupació militar de Rússia en l'època de la revolució, els armenis van creure que el govern estaria d'acord en defensar-les. Per ajudar, el Govern Provisional va iniciar la substitució de les tropes russes, el compromís amb la continuació de la lluita estava en dubte, amb tropes armènies al front del Caucas. Però al llarg de 1917 el Govern provisional va perdre suport entre els soldats i treballadors russos, dissolent gran part de l'exèrcit de Transcaucàsia.

### Congrés armeni de l'Armènia oriental[calcitació]
La Revolució bolxevic d'octubre de 1917 va forçar la independència dels pobles de Transcaucàsia, ja que els bolxevics gaudien de poc suport a la regió. El febrer de 1918, els armenis, georgians i àzeris van formar el seu propi parlament Transcaucàsic. El 22 d'abril de 1918 es va votar per la independència, autoproclamant la República Democràtica Federativa de Transcaucàsia. Es dissol la federació quan Geòrgia declara la seva independència el 26 de maig. El van seguir els armenis al Congrés Armeni de l'Armènia Oriental el 28 de maig.
Aquest congrés dissenya una política per dirigir els esforços bèl·lics i el socors i repatriació dels refugiats. El consell va aprovar la llei per organitzar la defensa del Caucas contra l'Imperi Otomà, usant la gran quantitat de subministraments i munició abandonada en la seva partida l'exèrcit rus.
El congrés específicament va idear un control de les estructures locals i administratives per a Transcaucàsia. Fins i tot si el Congrés no va idear solucions específiques per als soldats acantonats en Bakú, Tbilisi, Kars, i altres milícies sota l'Administració d'Armènia occidental a les ordres del governador civil Hakob Zavriev, no es van resistir a la dura realitat d'aquests soldats al servei de les altres forces. El Congrés també va seleccionar a quinze membres de la comissió executiva permanent, coneguda com el "Consell Nacional d'Armènia", el líder era Avetís Aharonian. La primera tasca d'aquest comitè va consistir a crear les condicions per a la declaració de la "República Democràtica d'Armènia".

### República Democràtica d'Armènia

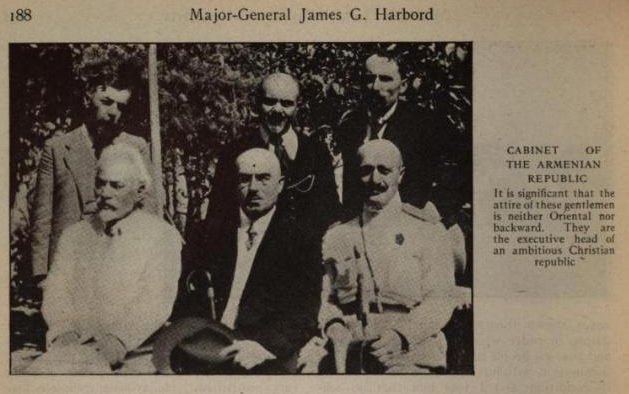
Els membres del primer consell van ser Hovhannes Katchaznouni, Aram Manougian i Drastamat Kanayan.

El principal problema que enfronta el nou Estat era l'avanç de l'exèrcit otomà, que en aquell moment havia capturat gran part d'Armènia occidental, però els interessos dels tres pobles eren molt diferents. Per raons òbvies, la defensa contra l'exèrcit invasor era d'importància primordial per als armenis, mentre que els àzeris, que eren musulmans, simpatitzaven amb els turcs. Els georgians van considerar que els seus interessos podrien estar més ben garantits arribant a un acord amb els alemanys en comptes dels turcs, i el 26 de maig de 1918, a proposta alemanya, Geòrgia va declarar la seva independència de la República de Transcaucàsia. Aquest moviment va ser seguit, dos dies més tard, per Azerbaidjan. A contracor, els dirigents Dashnak , que són els polítics armenis més poderosos de la regió, van declarar la formació d'un nou Estat independent, la República Democràtica d'Armènia el 28 de maig de 1918.

### República muntanyosa d'Armènia

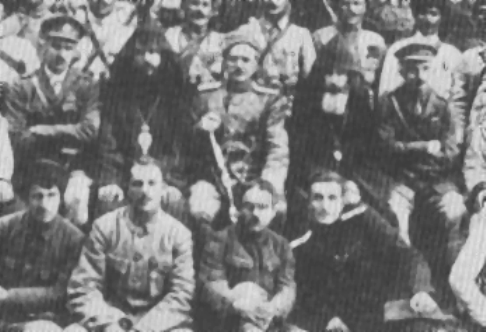
El general Andranik després de capturar Karabagh.

El Tractat de Batum va ser signat entre la República Democràtica d'Armènia i l'Imperi Otomà després de les últimes batalles de la Campanya del Caucas. Els otomans havien adquirit inicialment una part considerable del sud del Caucas amb el Tractat de Brest-Litovsk signat amb Rússia, i a continuació, mitjançant el Tractat de Batum amb Armènia. Andranik Bous Ozanian va rebutjar aquestes noves fronteres i va proclamar el nou Estat, les activitats es van concentrar a la zona de comunicació entre l'Imperi Otomà i la República Democràtica de l'Azerbaidjan a la regió del Karabakh, Zanghezur i Nakhitxevan. El gener de 1919, amb l'avanç de les tropes armènies, les forces britàniques de Lionel Dunsterville ordenar retrocedir Andranik cap Zanghezur, i Nakhitxevan, donant-li seguretat que aquest conflicte podria ser resolt amb la Conferència de Pau de París de 1919. En aquesta conferència es va proclamar la República Democràtica d'Armènia com a estat reconegut internacionalment i es va dissoldre la República muntanyosa d'Armènia.

### Dictadura centrocaspiana
La dictadura centrocaspiana va ser un govern anti-soviètic recolzat pels britànics, fundat l'any Bakú l'1 d'agost de 1918. El govern estava integrat pel Partit Socialista Revolucionari, i el Moviment nacional armeni, principalment format per la Federació Revolucionària Armènia ( Dashnak ). La força britànica "Dunsterforce" va ocupar la ciutat i va ajudar a les principals forces armènies a defensar la capital durant la batalla de Bakú. No obstant això, Bakú va caure el 15 de setembre de 1918 i un exèrcit otomà-àzeri va entrar a la capital, de manera que les forces britàniques i gran part de la població armènia van fugir. L'Imperi Otomà va signar l'Armistici de Mudros el 30 de novembre de 1918 i la força d'ocupació britànica va tornar a entrar a Bakú.